# Жан-Лик Меланшон
Жан-Лик Меланшон (фр. Jean-Luc Mélenchon; рођен 19. августа 1951) француски је политичар.

## Биографија
Након придруживања Социјалистичкој партији 1976. Меланшон је изабран за општинског посланика града Маси 1983. године, департманског посланика департмана Есон 1985. године и националног сенатора истога департмана 1986, 1995. и 2004. године. Служио је и као делегирани министар за стручно образовање у периоду од 2000. до 2002. године у влади Лионела Жоспрена и министарству министра образовања Жака Ланга.
Био је део левог крила Социјалистичке партије све до 2008. године и конгреса у Ремсу након чега је основао нову леву партију, Партија левице. Био је председник, а затим и један од два копредседника партије све до 2014. године. Године 2009. је изабран за члана Европског парламента као кандидат Левог фронта за југозапад земље. Пажњу јавности стекао је 2010. за време демонстрација против реформи пензионог система када је био чест гост у медијима. Меланчон је у фебруару 2016. основао левичарски покрет Непокорена Француска.
Био је један од кандидата на председничким изборима 2012. године, председничким изборима у Француској 2017. као и на изборима 2022. године. На председничким изборима 2012., на којима је био четврти, освојио је 11,1% гласова у првом кругу гласања, 2017. године 19,6% гласова у првом кругу, а 2022. је према излазним анкетама упркос самосталном изласку на изборе Комунистичке партије освојио 22.2% гласова, свега 0.8% мање од другопласиране радикално десне кандидаткиње Марин Ле Пен.
Председник Француске Емануел Макрон је изјавио 2024. године, да ако на власт дођу Меланшон или Марин Ле Пен, може избити грађански рат у Француској.